# Sojuz 13
Sojuz 13 è stata una missione della navicella spaziale sovietica Sojuz del dicembre 1973. Si trattò del dodicesimo volo equipaggiato di questa capsula nonché del ventiquattresimo volo nell'ambito del programma Sojuz sovietico. Prima di questa missione, però dopo la missione equipaggiata Sojuz 12 venne lanciata quale ulteriore missione di prova la capsula Sojuz priva di equipaggio sotto la denominazione di Cosmos 613.

## Equipaggio
- Pëtr Illič Klimuk, (primo volo) comandante
- Valentin Vital'evič Lebedev, (primo volo) ingegnere di bordo

## Missione
Come per la missione equipaggiata precedente, la Sojuz 12, anche questa missione venne principalmente svolta per testare la seconda generazione delle navicelle spaziali Sojuz. Oltre al controllo dell'affidabilità tecnologica di tutti i sistemi e strumenti di bordo (come per esempio il pilotaggio manuale ed automatico, la navigazione autonoma ecc.) venne eseguita una serie di esperimenti precedentemente iniziati a bordo della stazione spaziale Saljut 1:
- messa in funzione ed uso di una maggiore telecamera astrofisica denominata "Orion 2" per la registrazione di immagini filmate: apertura 280 mm, lunghezza focale 1400 mm, sistema di telescopio a specchio "Cassegrain" (diverse lunghezze d'onda di frequenza tra 2200 e 3600 Å cioè anche a raggi UV)
- nell'identico assemblaggio vi fu montato un telescopio a specchio di 70 mm x 450 mm (campo di vista di 9 gradi). Il complesso si poteva posizionare con una precisione pari a 10 secondi d'angolo.
- questi strumenti vennero impegnati pure per la registrazione di immagini per l'esplorazione terrestre.
- esperimenti di carattere biomedico (sotto la denominazione di "Oasi 2")

Siccome non fu prevista alcuna manovra d'aggancio per questa missione, la fotocamera astrofisica Orion 2 sopradescritta era stata installata al posto del portellone di aggancio nella sezione del modulo orbitale appositamente così modificato. L'alimentazione con energia venne garantita da appositi pannelli solari.